# Bulls (Rugby Union)
Die Bulls (dt. die Bullen; früher Northern Bulls genannt; in Verbindung mit dem Hauptsponsor auch als Vodacom Bulls bezeichnet) sind eine Rugby-Union-Mannschaft in der südafrikanischen Hauptstadt Pretoria. Sie spielt seit 2021 in der internationalen United Rugby Championship, zuvor hat sie in der Meisterschaft Super Rugby drei Titel gewonnen. Die Heimspiele werden im Loftus-Versfeld-Stadion ausgetragen.

## Geschichte
Die Bulls nahmen bereits an der ersten Super-12-Saison 1996 teil, damals noch unter dem Namen der Region Northern Transvaal. Ihnen gelang der dritte Platz, im Halbfinale gegen die Auckland Blues waren sie jedoch chancenlos und verloren mit 11:48. In der nächsten Spielzeit konnten sie nicht an den Erfolg von 1996 anknüpfen und landeten auf Platz acht. Im folgenden Jahr übernahm Südafrika das Franchise-System, das in Australien und Neuseeland längst üblich war. Der Verband schuf vier Teams, die Bulls waren eines davon.
Bis zum Jahr 2005 gelang es dem Team nicht, in das Halbfinale vorzudringen und den Erfolg von 1996 zu wiederholen. Seitdem haben die Bulls es jedoch geschafft, immer mindestens die Runde der letzten vier zu erreichen. In der letzten Super-12-Meisterschaft 2005 scheiterten sie an den Waratahs. Mit den Central Cheetahs und der Western Force stießen 2006 zwei weitere Teams dazu, so dass das Turnier zum Super 14 wurde. Die Bulls scheiterten in diesem Jahr erneut im Halbfinale.
2007 gewannen sie jedoch ihren ersten Titel. Die Saison begann mit einer Niederlage gegen die Sharks, das Team steigerte sich jedoch stetig und schaffte es erneut in das Halbfinale. Unter anderem gelang in dieser Spielzeit ein Rekordsieg gegen die Queensland Reds, die mit 92:3 geschlagen wurden. Die Bulls bezwangen im Halbfinale die Crusaders und zogen erstmals in das Finale des Turniers ein, wo sie auf die Sharks trafen. Dies war zugleich das erste rein südafrikanische Finalduell in der Super-12/14-Geschichte. Das Finale entwickelte sich zu einem äußerst knappen Spiel, die Sharks führten bis kurz vor Schluss noch mit sechs Punkten. Erst in der Nachspielzeit erzielte Bryan Habana den entscheidenden Versuch, den Derick Hougaard erhöhen konnte, um die Bulls zum ersten Meistertitel der Vereinsgeschichte zu führen.
Im Jahr 2009 sicherte sich die Mannschaft den zweiten Titel durch den 61:17-Finalsieg über die Chiefs, zugleich der höchste Sieg in einem Finale im Rahmen des Super 14. Diesen Erfolg konnten die Bulls im darauf folgenden Jahr wiederholen, als sie im Finale die Stormers schlugen.

## Spieler

### Aktueller Kader

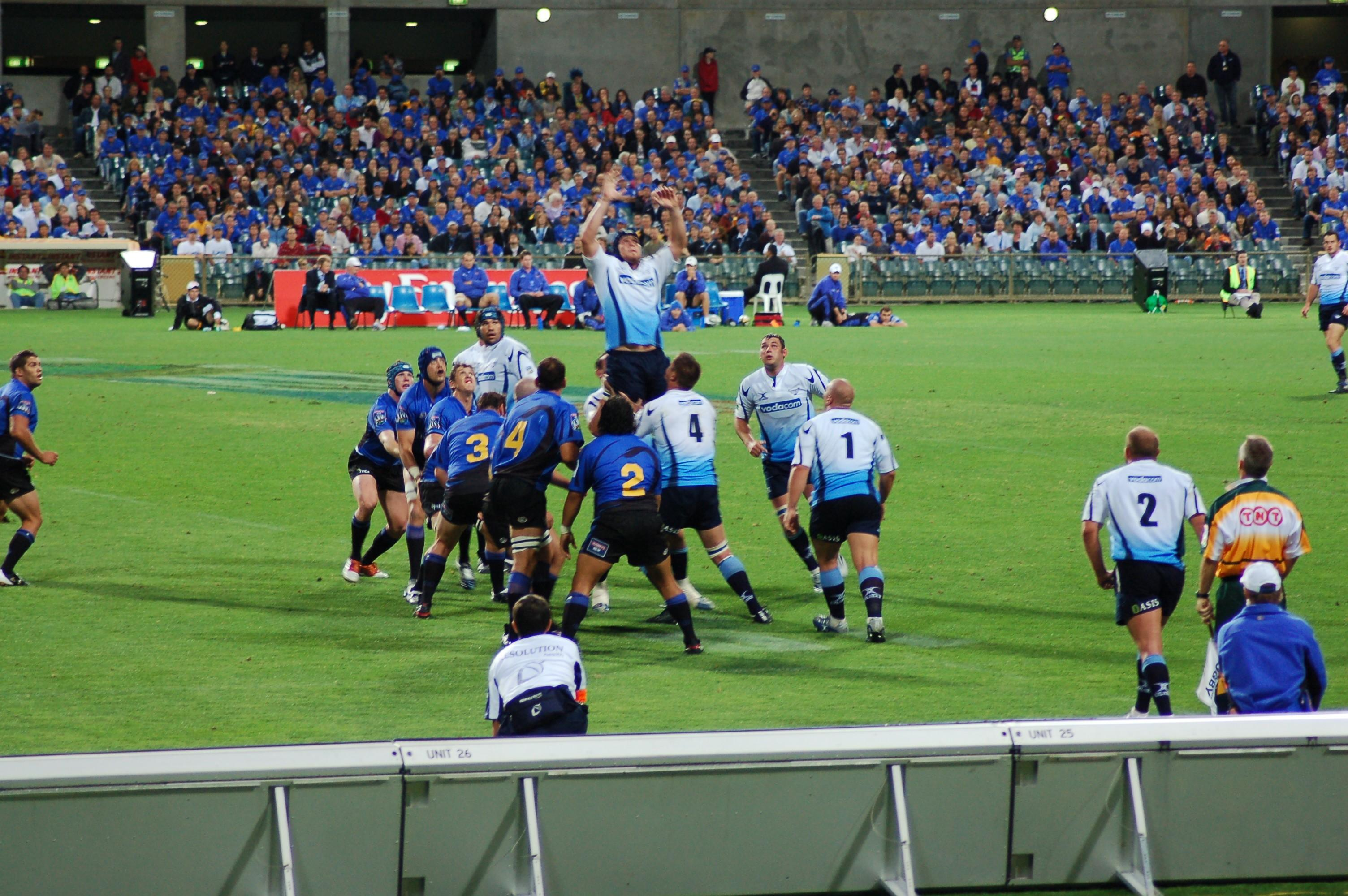
Gasseeinwurf gegen Western Force

Der Kader für die Saison 2019:

### Bekannte ehemalige Spieler
- Bakkies Botha
- Jacques Burger (Namibia)
- Fourie du Preez
- Bryan Habana
- Francois Hougaard
- Victor Matfield
- Franco Mostert
- Wynand Olivier
- Danie Rossouw
- Pierre Spies
- CJ Stander (Irland)
- Gurthrö Steenkamp
- Morné Steyn
- Flip van der Merwe

## Platzierungen

### Super 12
| Jahr | Spiele | Siege | Unent. | Ndlg. | Spiel- punkte | Diff. | Bonus- punkte | Tabellen- punkte | Platz | Playoffs                           |
| ---- | ------ | ----- | ------ | ----- | ------------- | ----- | ------------- | ---------------- | ----- | ---------------------------------- |
| 1996 | 11     | 8     | 0      | 3     | 329:208       | +121  | 6             | 38               | 3.    | Halbfinalniederlage gegen Blues    |
| 1997 | 11     | 3     | 3      | 5     | 264:342       | −78   | 4             | 22               | 8.    |                                    |
| 1998 | 11     | 3     | 0      | 8     | 249:306       | −57   | 4             | 16               | 11.   |                                    |
| 1999 | 11     | 1     | 0      | 10    | 203:447       | −244  | 3             | 7                | 12.   |                                    |
| 2000 | 11     | 1     | 2      | 8     | 231:395       | −164  | 3             | 11               | 11.   |                                    |
| 2001 | 11     | 2     | 0      | 9     | 241:378       | −137  | 3             | 11               | 12.   |                                    |
| 2002 | 11     | 0     | 0      | 11    | 232:500       | −268  | 4             | 4                | 12.   |                                    |
| 2003 | 11     | 6     | 0      | 5     | 320:354       | −34   | 6             | 30               | 6.    |                                    |
| 2004 | 11     | 5     | 1      | 5     | 302:320       | −18   | 6             | 28               | 6.    |                                    |
| 2005 | 11     | 7     | 0      | 4     | 301:229       | +72   | 6             | 34               | 3.    | Halbfinalniederlage gegen Waratahs |

### Super 14
| Jahr | Spiele | Siege | Unent. | Ndlg. | Spiel- punkte | Diff. | Bonus- punkte | Tabellen- punkte | Platz | Playoffs                            |
| ---- | ------ | ----- | ------ | ----- | ------------- | ----- | ------------- | ---------------- | ----- | ----------------------------------- |
| 2006 | 13     | 7     | 1      | 5     | 355:290       | +65   | 7             | 38               | 4.    | Halbfinalniederlage gegen Crusaders |
| 2007 | 13     | 9     | 0      | 4     | 388:223       | +165  | 6             | 42               | 2.    | Finalsieg gegen Sharks              |
| 2008 | 13     | 6     | 0      | 7     | 324:347       | −23   | 4             | 28               | 10.   |                                     |
| 2009 | 13     | 10    | 0      | 3     | 338:271       | +67   | 6             | 46               | 1.    | Finalsieg gegen Chiefs              |
| 2010 | 13     | 10    | 0      | 3     | 436:345       | +91   | 7             | 47               | 1.    | Finalsieg gegen Stormers            |

### Super Rugby
| Jahr | Spiele | Siege | Unent. | Ndlg. | Spiel- punkte | Diff. | Bonus- punkte | Tabellen- punkte | Platz | Playoffs                                    |
| ---- | ------ | ----- | ------ | ----- | ------------- | ----- | ------------- | ---------------- | ----- | ------------------------------------------- |
| 2011 | 16     | 10    | 0      | 6     | 416:370       | +46   | 6             | 54               | 7.    |                                             |
| 2012 | 16     | 10    | 0      | 6     | 436:348       | +88   | 11            | 59               | 5.    |                                             |
| 2013 | 16     | 12    | 0      | 4     | 448:330       | +118  | 7             | 63               | 2.    | Halbfinalniederlage gegen Brumbies          |
| 2014 | 16     | 7     | 1      | 8     | 365:335       | +30   | 8             | 38               | 9.    |                                             |
| 2015 | 16     | 7     | 0      | 9     | 397:388       | +9    | 10            | 38               | 9.    |                                             |
| 2016 | 15     | 9     | 1      | 5     | 399:339       | +60   | 4             | 42               | 9.    |                                             |
| 2017 | 15     | 4     | 0      | 11    | 339:459       | −120  | 4             | 20               | 15.   |                                             |
| 2018 | 16     | 6     | 0      | 10    | 441:502       | −61   | 5             | 29               | 12.   |                                             |
| 2019 | 16     | 8     | 2      | 6     | 410:369       | +41   | 5             | 41               | 5.    | Viertelfinalniederlage gegen die Hurricanes |